# Jean-Claude Yon
 (novembre 2022).
Si vous disposez d'ouvrages ou d'articles de référence ou si vous connaissez des sites web de qualité traitant du thème abordé ici, merci de compléter l'article en donnant les références utiles à sa vérifiabilité et en les liant à la section « Notes et références ».
Jean-Claude Yon, né le 22 février 1966 à Paris, est un historien français, spécialiste de l'opéra au XIXe siècle (et notamment d'Offenbach) et professeur à l’université de Versailles-Saint-Quentin-en-Yvelines.

## Biographie
Il est reçu à l’École normale supérieure de Fontenay-Saint-Cloud en 1987 et obtient l'année suivante, sous la direction d'Adeline Daumard, une maîtrise d’histoire contemporaine intitulée Les notaires parisiens sous le Second Empire qui est récompensée en 1993 par le prix Favard de Langlade remis par l'Institut international d’histoire du notariat.
Agrégé d'histoire (juillet 1990), sa thèse porte sur Eugène Scribe, la fortune et la liberté, toujours dirigée par Adeline Daumard, et est soutenue le 22 janvier 1994 à l'université Panthéon-Sorbonne. Elle obtient la « mention Très Honorable avec félicitations du jury à l'unanimité ».
Maître de conférences en histoire contemporaine à l’université de Versailles-Saint-Quentin-en-Yvelines (1995), il dirige de décembre 2000 à décembre 2003, le Service culturel de l'université puis, à partir du 1er janvier 2006 directeur adjoint du Centre d’histoire culturelle des sociétés contemporaines (CHCSC), il est responsable au sein de ce laboratoire, responsable des spectacles et expressions artistiques. 
Président du comité scientifique de l’UFR Sciences sociales et Humanités de l’université de Versailles-Saint-Quentin-en-Yvelines (novembre 2006-juin 2010), il y est élu en juin 2009 au conseil d'UFR, puis en octobre 2010 au conseil de l’Institut d’études culturelles (IEC) puis au conseil de l’Institut d’études culturelles et internationales (IECI).
Le 10 décembre 2005, il est habilité à diriger des recherches avec son étude Pour une histoire culturelle du théâtre français au XIXe siècle. Des biographies à l’exploration d’un champ historique, soutenue sous la direction de Jean-Yves Mollier, à l’université de Versailles-Saint-Quentin-en-Yvelines.
Professeur d’université en histoire contemporaine à l’université de Versailles-Saint-Quentin-en-Yvelines (2012), il devient le 10 janvier 2014, directeur du Centre d’histoire culturelle des sociétés contemporaines de l'université de Versailles-Saint-Quentin-en-Yvelines. Il est par ailleurs chargé de mission au Musée d'Orsay (1992-2006) et commissaire de douze expositions-dossiers entre 1993 et 2000.

## Publications
A propos de sa méthodologie de travail, Jean-Claude Yon précise qu'il est primordial selon lui de travailler "dans une optique pluridisciplinaire et de collaborer avec les spécialistes de lettres, de musicologie, de langues, d’études théâtrales". Selon lui, les approches se complètent et s’enrichissent et, au sein de cette collaboration des disciplines, l’historien doit "opérer la mise en contexte des œuvres". Notamment, il est souhaitable de confronter, à propos d'Offenbach ou d'Eugène Scribe (un auteur fondamental pour comprendre les spectacles au XIXe siècle), l'histoire, la littérature, les arts du spectacle, la musicologie et le droit, en relation par exemple avec la censure ou le droit de siffler dans les salles au XIXe siècle.
Outre l'organisation de nombreux colloques et journées d'études, Jean-Claude Yon est le directeur de nombreuses thèses et publications. Il a publié de nombreux articles et est aussi l'auteur des ouvrages :
- Offenbach, catalogue d’exposition rédigé avec Laurent Fraison, Réunion des Musées Nationaux, Les Dossiers du Musée d’Orsay, no 58, 1996, 167 p.
- Théophile Gautier, la critique en liberté, catalogue d’exposition rédigé avec Stéphane Guégan, Réunion des Musées Nationaux, Les Dossiers du Musée d’Orsay, no 62, 1997, 176 p.
- Eugène Scribe, la fortune et la liberté, Librairie Nizet, 2000, 390 p.
- Jacques Offenbach, Gallimard, coll. « NRF Biographies », 2000, 796 p.
- En collaboration avec Jacques-Olivier Boudon et Jean-Claude Caron, Religion et culture en Europe au XIXe siècle (1800-1914), Armand Colin, coll. « U », 2001, 287 p.
- Le Second Empire, politique, société, culture, Armand Colin, coll. « U », 2004, 256 p.
- Histoire culturelle de la France au XIXe siècle, Armand Colin, coll. « U », 2010, 318 p.
- Une histoire du théâtre à Paris de la Révolution à la Grande Guerre, Paris, Aubier, 2012, 437 p.
- Théâtres parisiens : un patrimoine du XIXe siècle, photographies de Sabine Hartl et Daniel-Olaf Meyer, Paris, Citadelles et Mazenod, 2013

## Distinctions
- Grand prix d'histoire du romantisme 2000 de la Maison de Chateaubriand pour Eugène Scribe, la fortune et la liberté.
- Prix Catenacci de l'Académie des beaux-arts et grand prix 2000 de littérature musicale de l'Académie Charles-Cros pour Jacques Offenbach.
- Prix Second Empire 2005 de la Fondation Napoléon et prix Napoléon III 2005 de la Ville de Boulogne-sur-mer pour Le Second Empire. Politique, société, culture.
- Prix Thorlet 2012 de l’Académie des sciences morales et politiques pour Une histoire du théâtre à Paris de la Révolution à la Grande Guerre.